# Sant'Agnese in Agone
Sant'Agnese in Agone är en kyrkobyggnad i Rom, belägen vid Piazza Navona i Rione Parione. Kyrkan är helgad åt jungfrumartyren Agnes. Kyrkan påbörjades 1652 under arkitekten Girolamo Rainaldi och hans son Carlo, men senare kom Francesco Borromini att utöva ett stort inflytande över kyrkobyggnadens utformning. Kyrkan Sant'Agnese in Agone tillhör församlingen San Lorenzo in Damaso.

## Byggnadshistoria
Det finns belägg för att en kyrka skall ha funnits på denna plats på 700-talet. Kyrkan uppfördes på ruinerna av Domitianus stadion. Detta stadion benämndes även "Circus Agonalis"; agonalis kommer av det klassiskt grekiska ordet ἀγών (agṓn) vilket betyder 'tävling', 'kamp'.
Enligt kristen tradition är Sant'Agnese in Agone platsen för helgonet Agnes martyrium. Den kristna flickan Agnes (död 304) vägrade att gifta sig med den romerske prefektens son, då hon hade svurit Kristus evig jungfrulighet. Denne skall då ha angivit henne till myndigheterna och hon fördes till en bordell belägen i Domitianus stadion, där hon kläddes av naken. Hennes hår skall då mirakulöst ha växt och skylt henne. Slutligen dödades hon med ett svärdshugg i halsen. Hennes reliker vördas i basilikan Sant'Agnese fuori le Mura, förutom huvudet, som vördas i Sant'Agnese in Agone.
Det ursprungliga oratoriet ombyggdes under påven Callixtus II (1119–1124) och konsekrerades 1123. Under påven Innocentius X (1644–1655) inleddes en omfattande ombyggnad av kyrkan. Hans släkt, Pamphili, innehade palatset till vänster om kyrkan och han ämnade ha den som sin gravkyrka. Grundstenen till den nuvarande kyrkan lades den 15 augusti 1652. Arkitekten Girolamo Rainaldi planerade att uppföra en åttkantig byggnad med en mäktig förhall och en tämligen låg kupol. I juli 1653 avstannade byggprojektet på grund av meningsskiljaktigheter mellan påven och Camillo Pamphili, som hade utnämnt Girolamo Rainaldis son Carlo Rainaldi till chef för kyrkobygget. Mot påvens vilja ville Camillo Pamphili förstora kyrkans fritrappa. Det hela slutade med att påven bad Francesco Borromini att fortsätta bygget. Borromini ändrade de tidigare ritningarna. Istället för en förhall formgav han en konkav fasad, försåg kupolen med en hög tambur och omgestaltade interiören. Fasadens krönande balustrad har till höger en staty föreställande Sankta Agnes, men ingen till vänster.

## Titelkyrka
Sant'Agnese in Agone stiftades som titelkyrka av påve Leo X år 1517. Påve Innocentius XI upphävde titelvärdigheten år 1654 och överförde den till Sant'Agnese fuori le Mura.
Kardinalpräster
- Andrea della Valle (1517–1525)
- Vakant (1525–1533)
- Claude de Longwy de Givry (1533–1561)
- Pier Francesco Ferrero (1561–1565)
- Vakant (1565–1570)
- Carlo Grassi (1570–1571)
- Vakant (1571–1587)
- Antonio Maria Galli (1587–1600)
- Vakant (1600–1605)
- Jacques du Perron (1605–1618)
- Vakant (1618–1621)
- Andrea Baroni Peretti Montalto (1621)
- Ottavio Ridolfi (1622–1623)
- Vakant (1623–1628)
- Girolamo Colonna (1628–1639)
- Girolamo Verospi (1642–1652)
- Baccio Aldobrandini (1652–1654)

## Titeldiakonia
Sant'Agnese in Agone stiftades som titeldiakonia av påve Johannes Paulus II år 1998.
Kardinaldiakoner
- Lorenzo Antonetti (1998–2008); titulus pro hac vice (2008–2013)
- Gerhard Ludwig Müller (2014–)

## Konstverk
- Ciro Ferri: Jungfru Marie himmelsfärd (1689; fullbordad av Sebastiano Corbellini)
- Giovanni Battista Gaulli: Dygderna Visheten, Rättvisan, Kärleken och Måttfullheten (1672; i de fyra pendentiven)
- Giovanni Battista Maini: Gravmonument över Innocentius X (1729)
- Giovanni Francesco Rossi: Den helige Alexius död (1660–1663)
- Ercole Ferrata: Den heliga Agnes på bålet (1660)
- Ercole Ferrata: Den heliga Emerentianas martyrium (1660–1661; fullbordad av Leonardo Reti[6])
- Domenico Guidi: Den heliga Familjen (högaltaret)
- Antonio Raggi: Den heliga Cecilias martyrium (1660–1667; bozzetto av Giuseppe Peroni)
- Pietro Paolo Campi: Den helige Sebastian (1719)
- Melchiorre Cafà: Den helige Eustachius martyrium (fullbordad av Ercole Ferrata)
- Anonymus: Den heliga Agnes räddas av ängeln
- Giovanni Buratti: Den heliga Agnes förs till sitt martyrium (1662–1663; tidigare attribuerad till Alessandro Algardi)

## Bilder

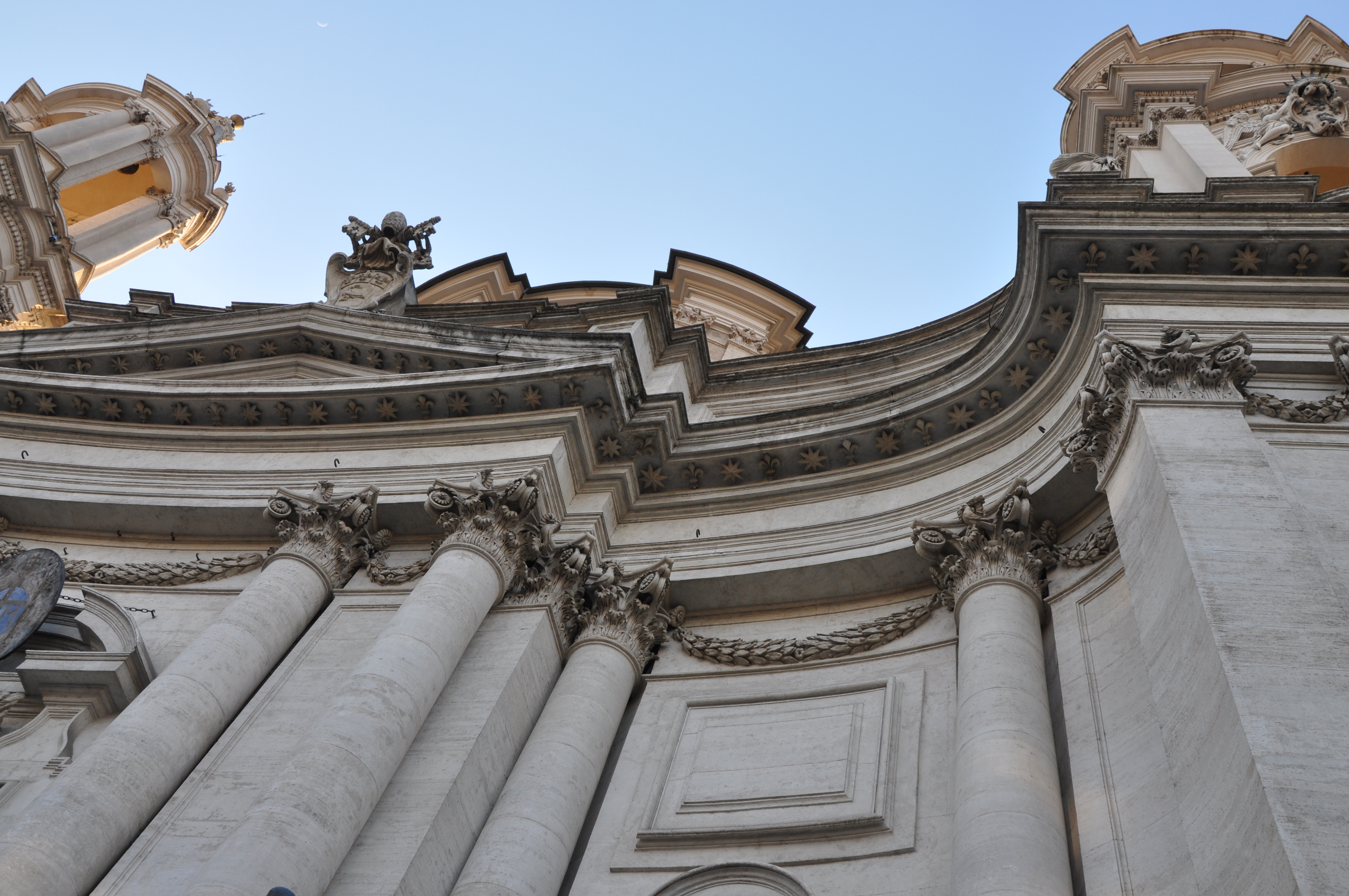
Detalj av fasaden.
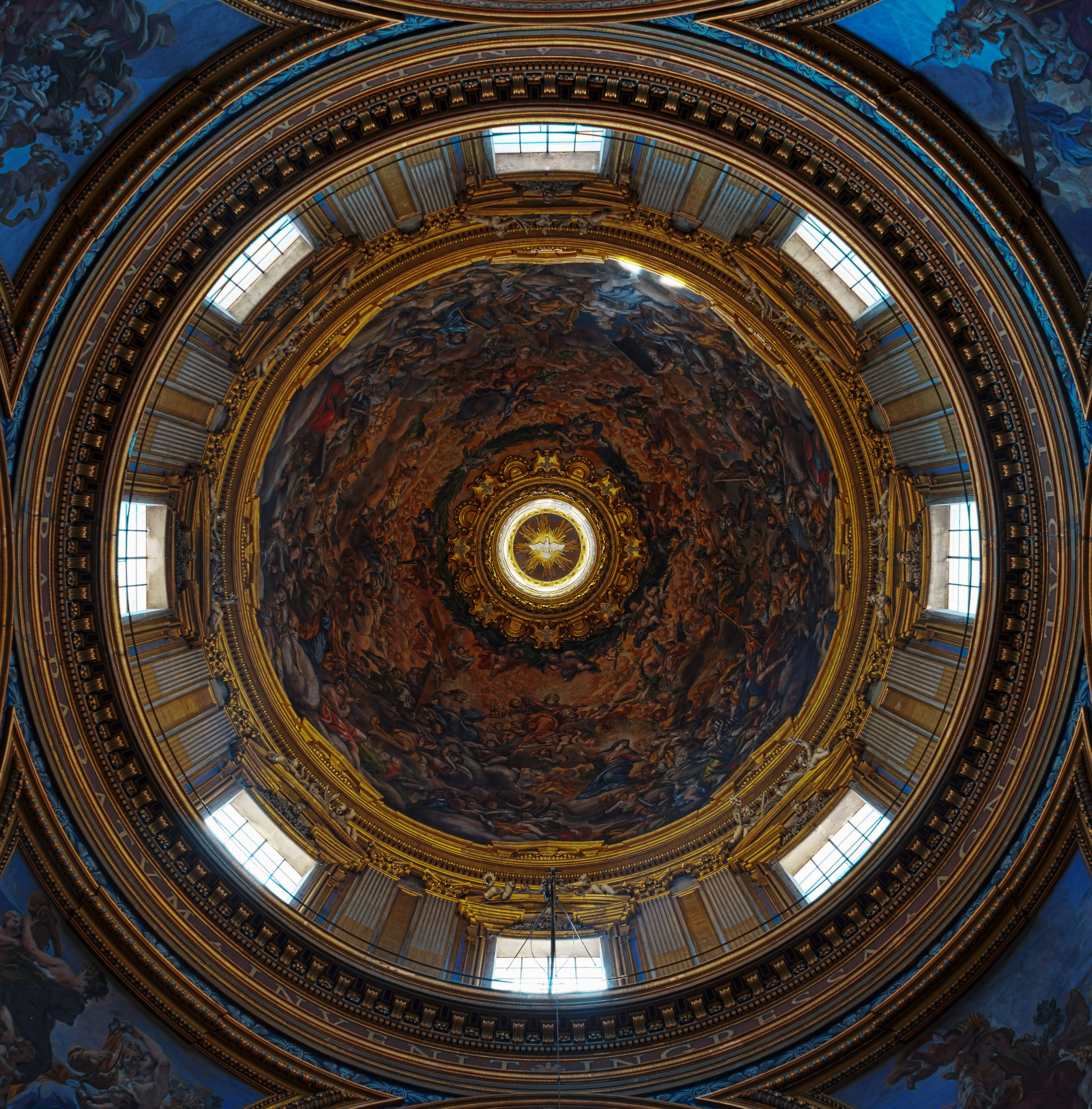
Kupolinteriören.
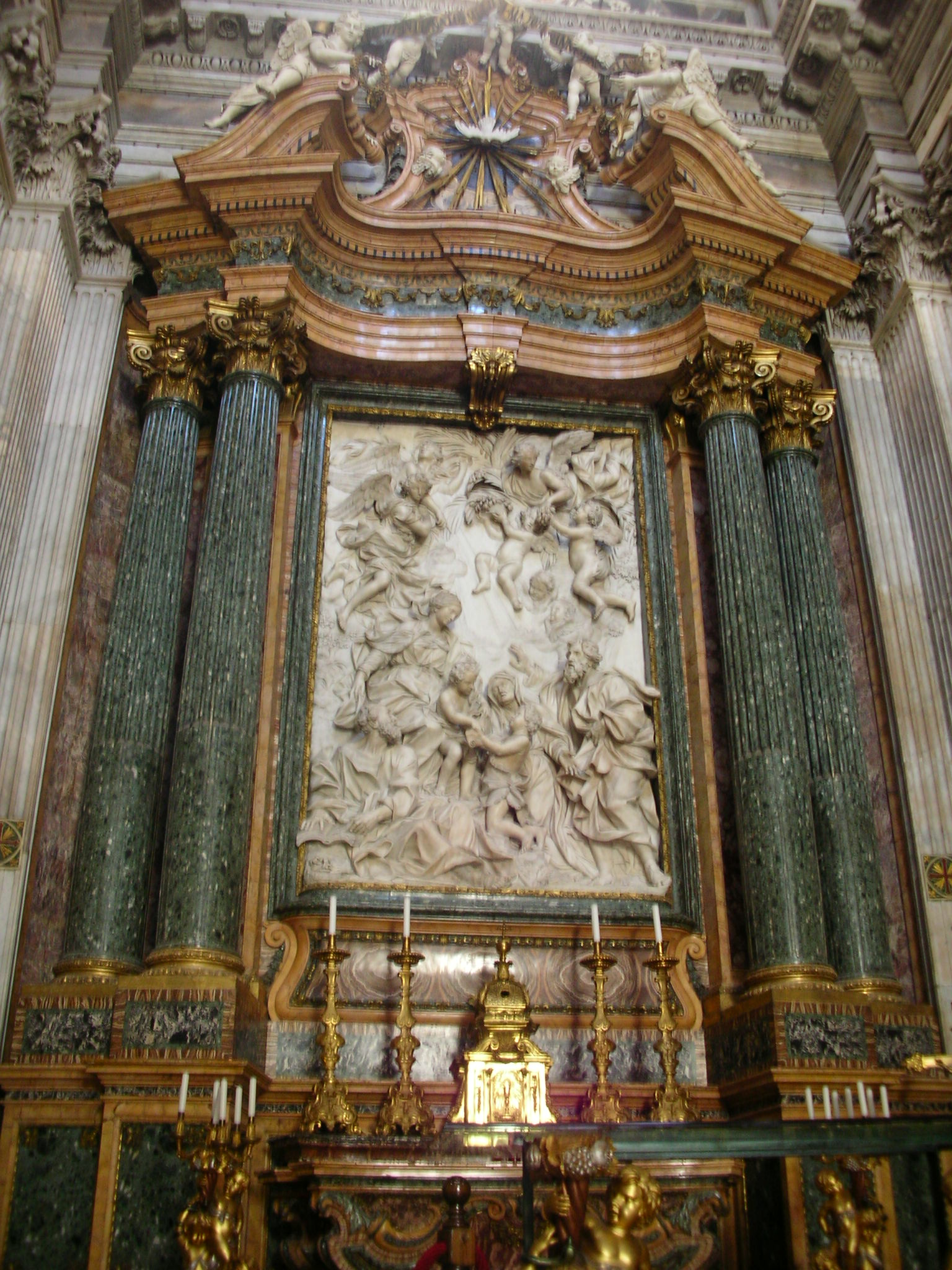
Högaltaret med Domenico Guidis relief Heliga Familjen.
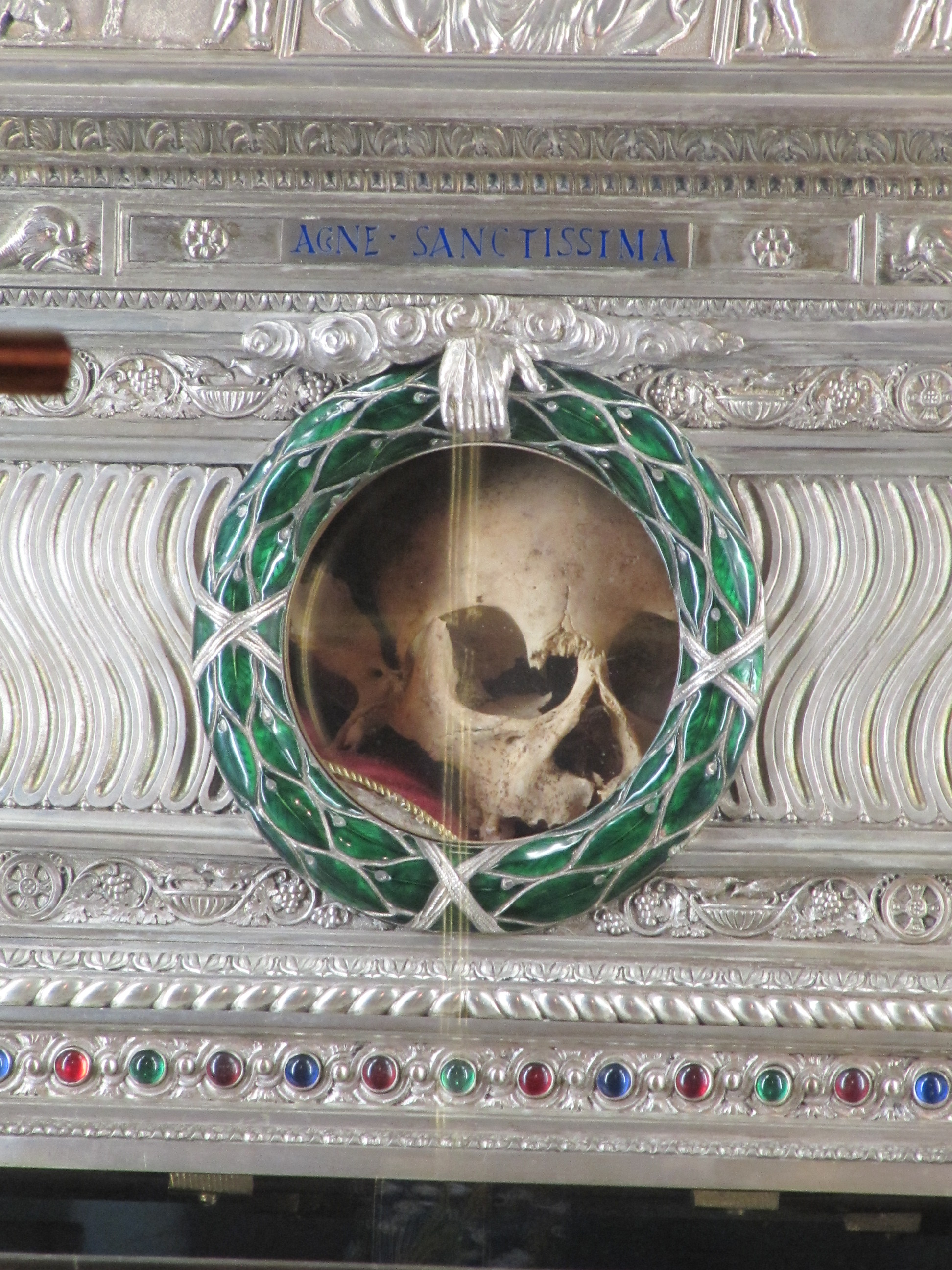
Sankta Agnes kranierelik.
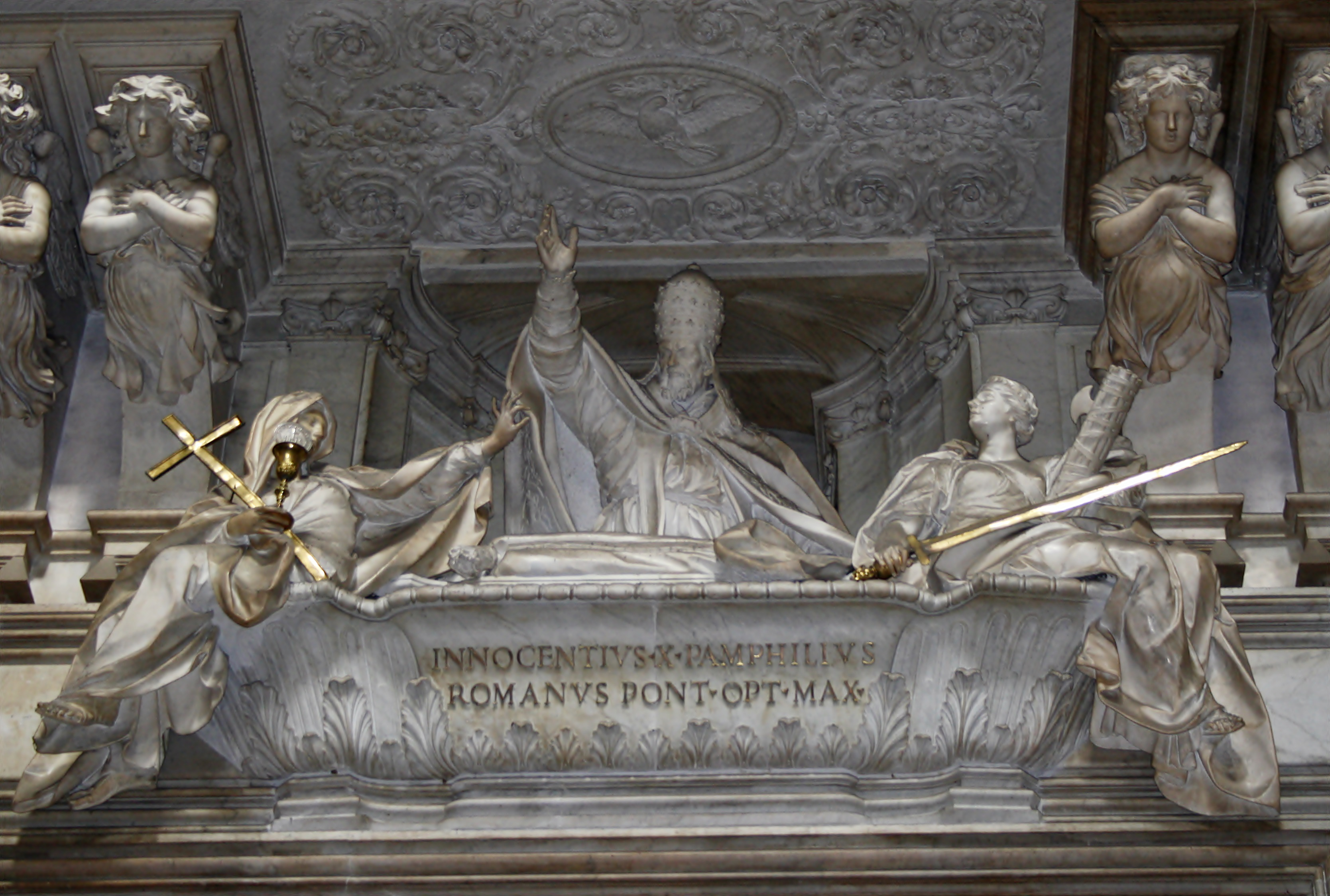
Gravmonument över påve Innocentius X av Giovanni Battista Maini.
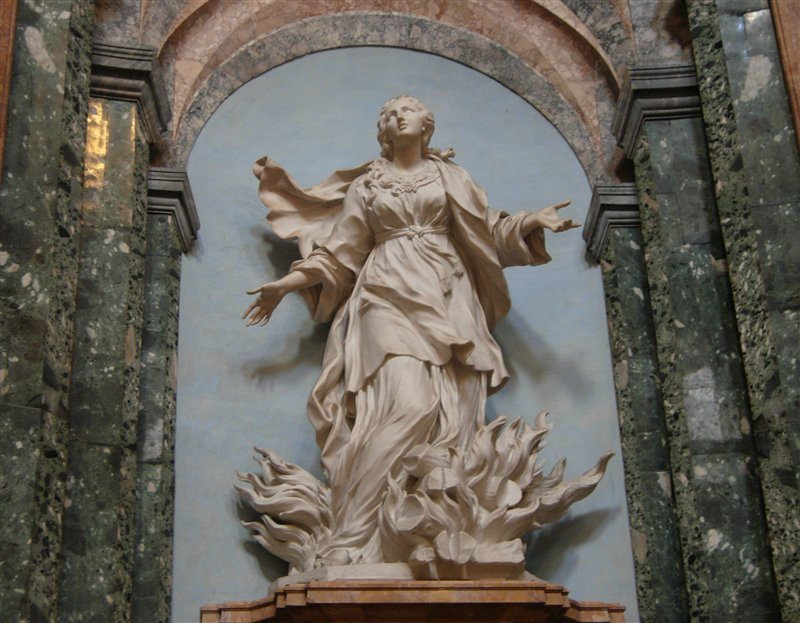
Den heliga Agnes på bålet av Ercole Ferrata.